# انقلاب شرق سوماترا
انقلاب شرق سوماترا (انگلیسی: East Sumatra revolution) که به عنوان انقلاب اجتماعی سوماترا نیز شناخته می‌شود، در تاریخ ۳ مارس ۱۹۴۶ در اندونزی شروع شد. در ۲۵ ایالت بومی، بسیاری از سلطان‌ها سرنگون شدند و اعضای خانواده‌های اشرافی توسط گروه‌های مسلح شبه نظامی ملی‌گرا یا (pergerakan) کشته شدند. این وضعیت انقلابی برای شبه نظامیان ملی‌گرا به ویژه برای حزب کمونیست اندونزی (PKI) امکانی را فراهم کرد که با آن سواحل شرقی سوماترا نیز از قید استعمار آزاد شود و به انقلاب ملی اندونزی بپیوندد. اعتقاد بر این بود که شرکت کنندگان در انقلاب توسط رهبران تحریک می‌شدند تا اشراف را بکشند.

## اهداف
این گروه‌ها سه هدف اصلی داشتند:
- یکی از بین بردن سلاطین و اشراف (که به عنوان متحدان هلند شناخته می‌شدند)،
- دیگر اینکه ثروت آنها را برای تأمین مالی کمپین استقلال اندونزی مصادره کنند.
- و نهایتاً ساختار اجتماعی فئودالی منطقه را از بین ببرند.[۳]

با این انقلاب سوماترای تیمور (NST یا دولت مرکزی سوماترا) تشکیل شد ولی بعدها به بخشی از جمهوری اندونزی ملحق شد.